# Nes-sur-l'Amstel
Pour les articles homonymes, voir Nes et Amstel (homonymie).
Nes-sur-l'Amstel (en néerlandais : Nes aan de Amstel) est un village néerlandais, situé dans la commune d'Amstelveen en province de Hollande-Septentrionale. Établi au XVIe siècle sur le polder de Rond Hoep au sud d'Amsterdam, sur les rives de l'Amstel, il compte 2 316 habitants au 1er janvier 2008.

## Galerie

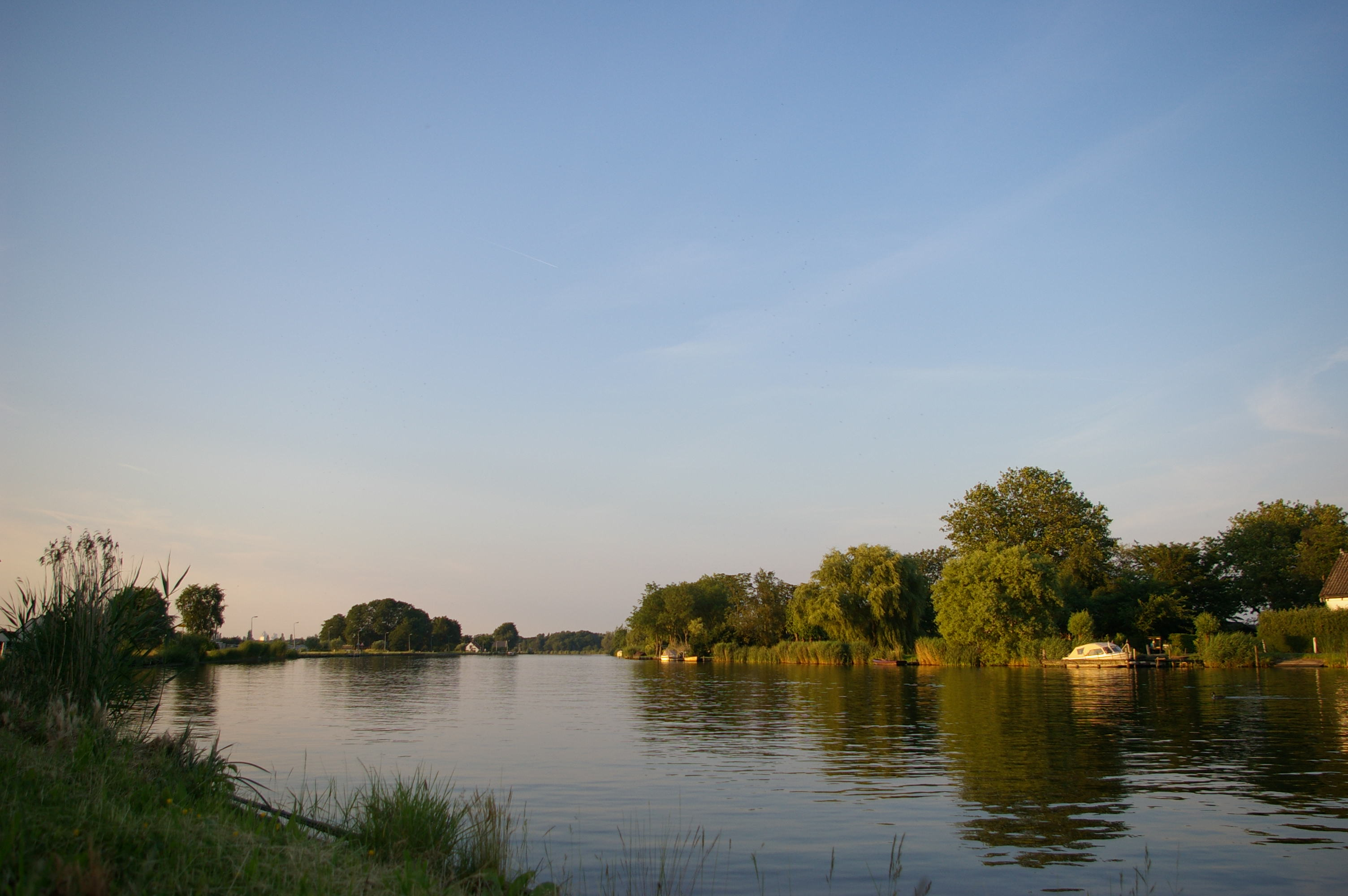
L'Amstel aux alentours du village.
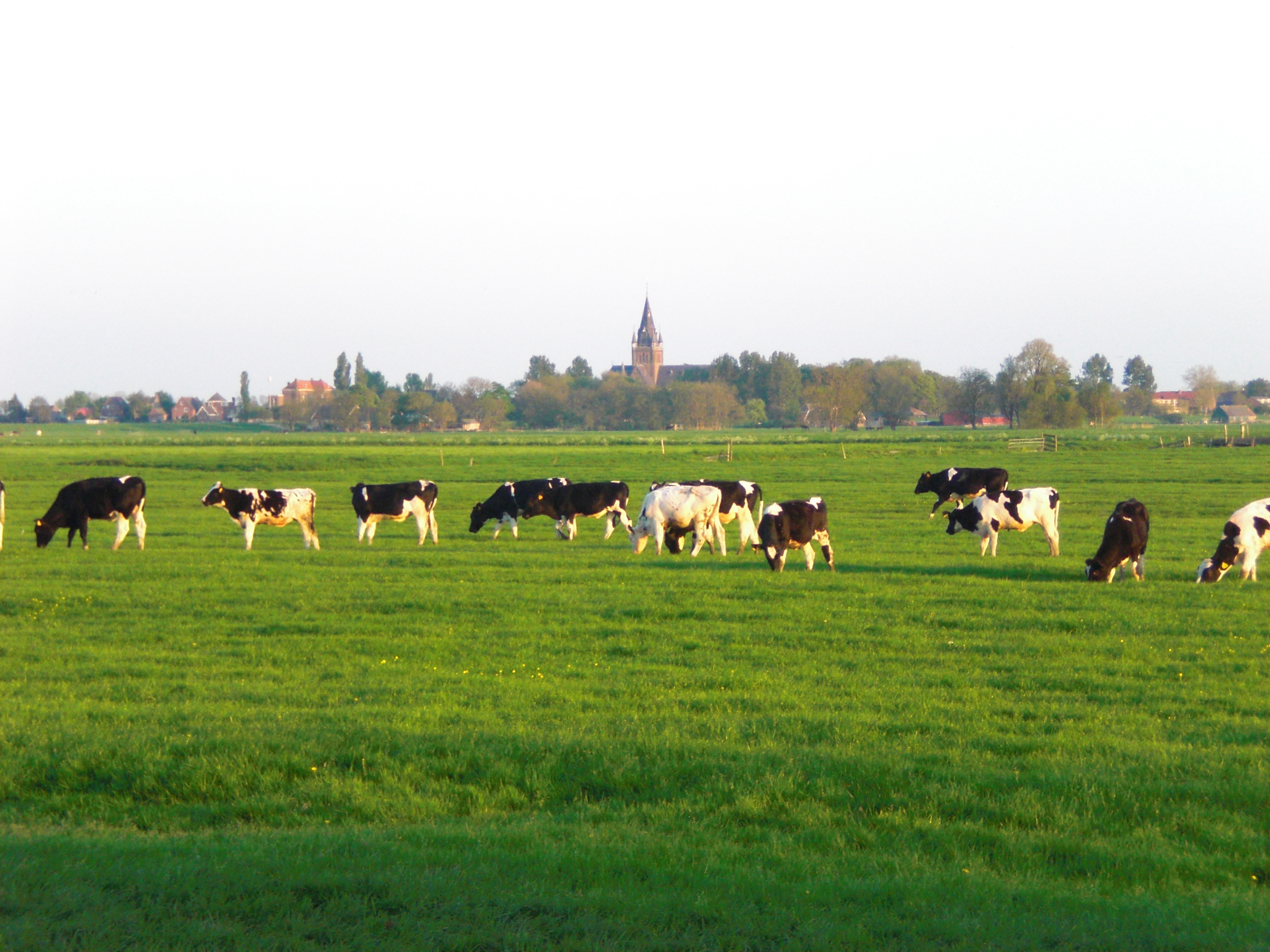
Vue de Nes-sur-l'Amstel.
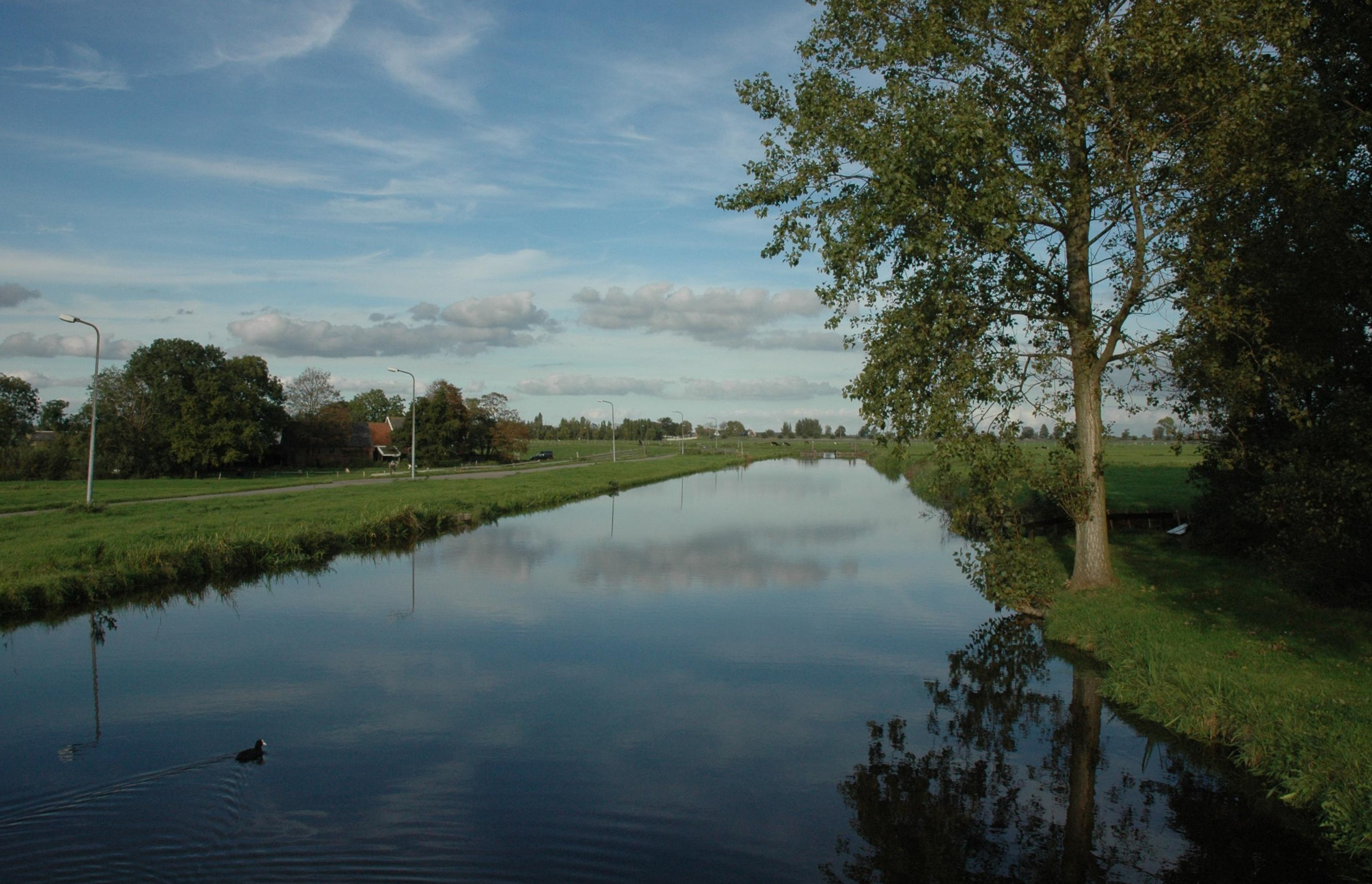
Ringdijk.